# 藤澤征憲
藤澤 征憲（ふじさわ せいけん、1993年7月10日 - ）は、岡山県出身の、日本の柔道選手である。階級は55kg級と60kg級。身長163cm。血液型はO型。組み手は右組み。得意技は背負投。

## 経歴
柔道は6歳の時に養徳館道場で始めた。小学校5年と6年の時に全国小学生学年別柔道大会に出場するも、ともに予選リーグで敗れた。津山西中学3年の時には全国中学校柔道大会55kg級で3位となった。足立学園高校へ進むと、1年の時には世界カデで5試合の内4試合に一本勝ちして優勝を飾った。2年の時には全日本ジュニアで3位だったが、世界ジュニア代表に選出された。世界ジュニアでは決勝まで進むが、カザフスタンのエルドス・スメトフに袖釣込腰で敗れて2位に終わった。3年の時にはインターハイ60kg級で5位になった。2012年には国士舘大学へ進学すると、1年の時に全日本ジュニアで3位となった。3年の時に体重別団体で3位となった。4年の時には講道館杯で3位に入った。2016年からは岩手県で教員となった。

## 戦績
55kg級での戦績
- 2008年 -　全国中学校柔道大会　3位(55kg級)
- 2009年 -　世界カデ　優勝
- 2010年 -　全日本ジュニア　3位
- 2010年 -　世界ジュニア　2位

60kg級での戦績
- 2011年 -　インターハイ 5位
- 2012年 -　ロシアジュニア国際　優勝
- 2012年 -　全日本ジュニア　3位
- 2014年 -　体重別団体　3位
- 2015年 -　講道館杯　3位

(出典、JudoInside.com)。